# Phuntsholing

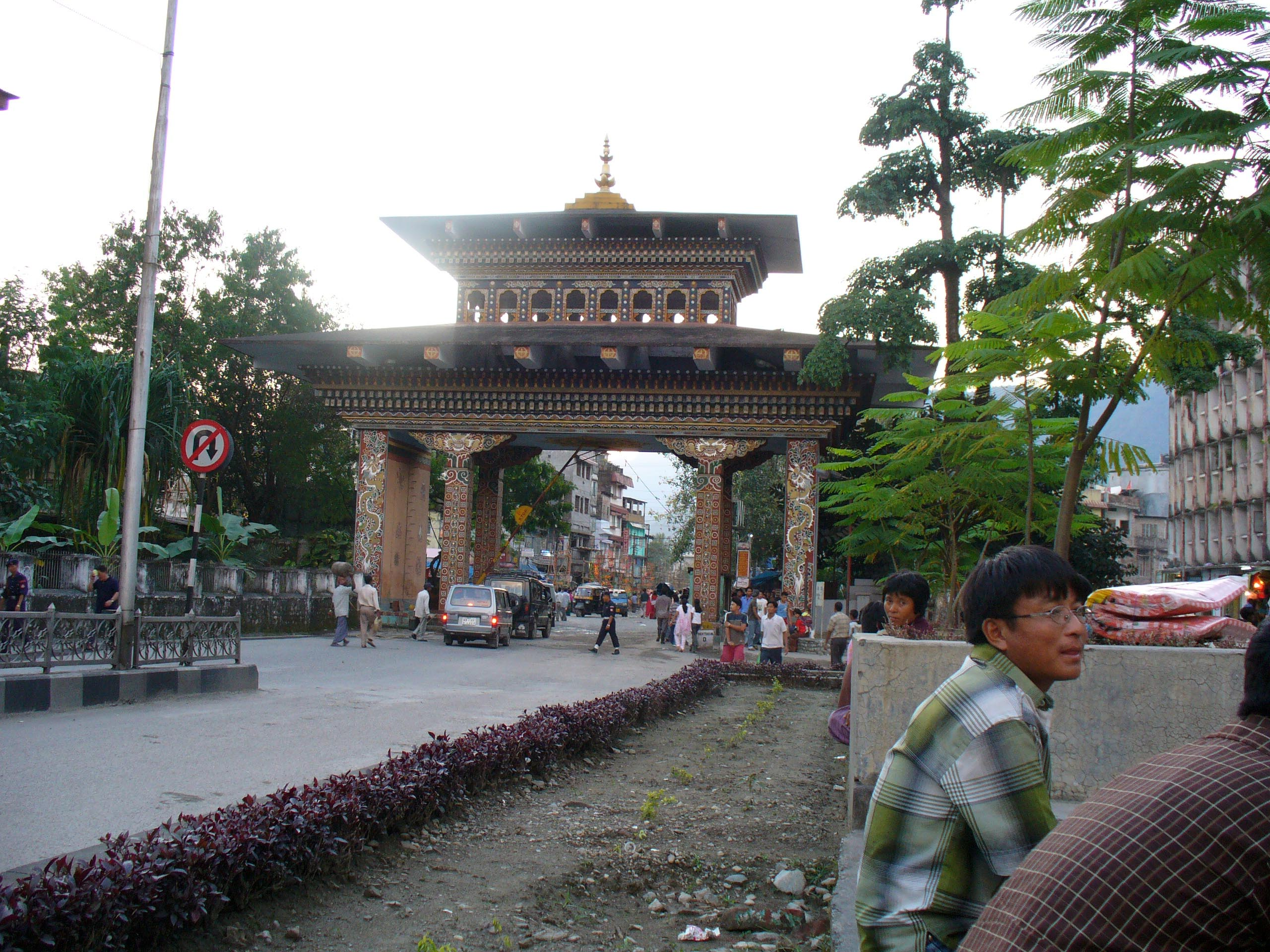
Brama graniczna pomiędzy Bhutanem a Indiami

Phuntsholing (dzongkha: ཕུན་ཚོགས་གླིང Wylie: P'un rtshogs gling, trb. P'ünc'oling) – miasto w Bhutanie (Dystrykt Czʽukʽa), nad rzeką Amo-czʽu; przy granicy z Indiami; 27 658 mieszkańców (2017). Ośrodek handlu i rzemiosła; przejście graniczne; klasztor buddyjski. Drugie co do wielkości miasto kraju.